# Klašnić
Klašnić (en serbe cyrillique : Клашнић) est un village de Serbie situé dans la municipalité de Mionica, district de Kolubara. Au recensement de 2011, il comptait 107 habitants.

## Géographie et histoire

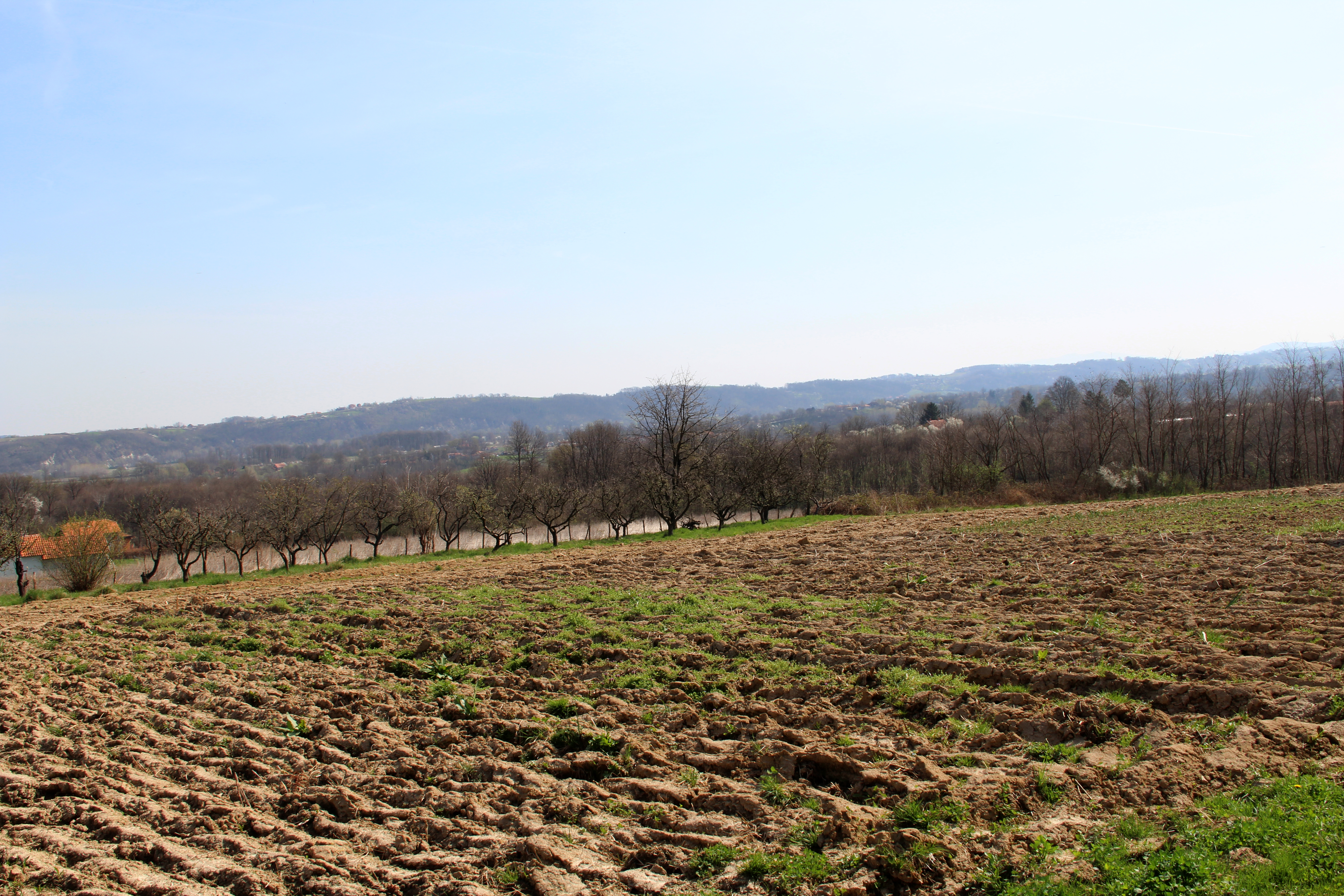
Vue du territoire du village
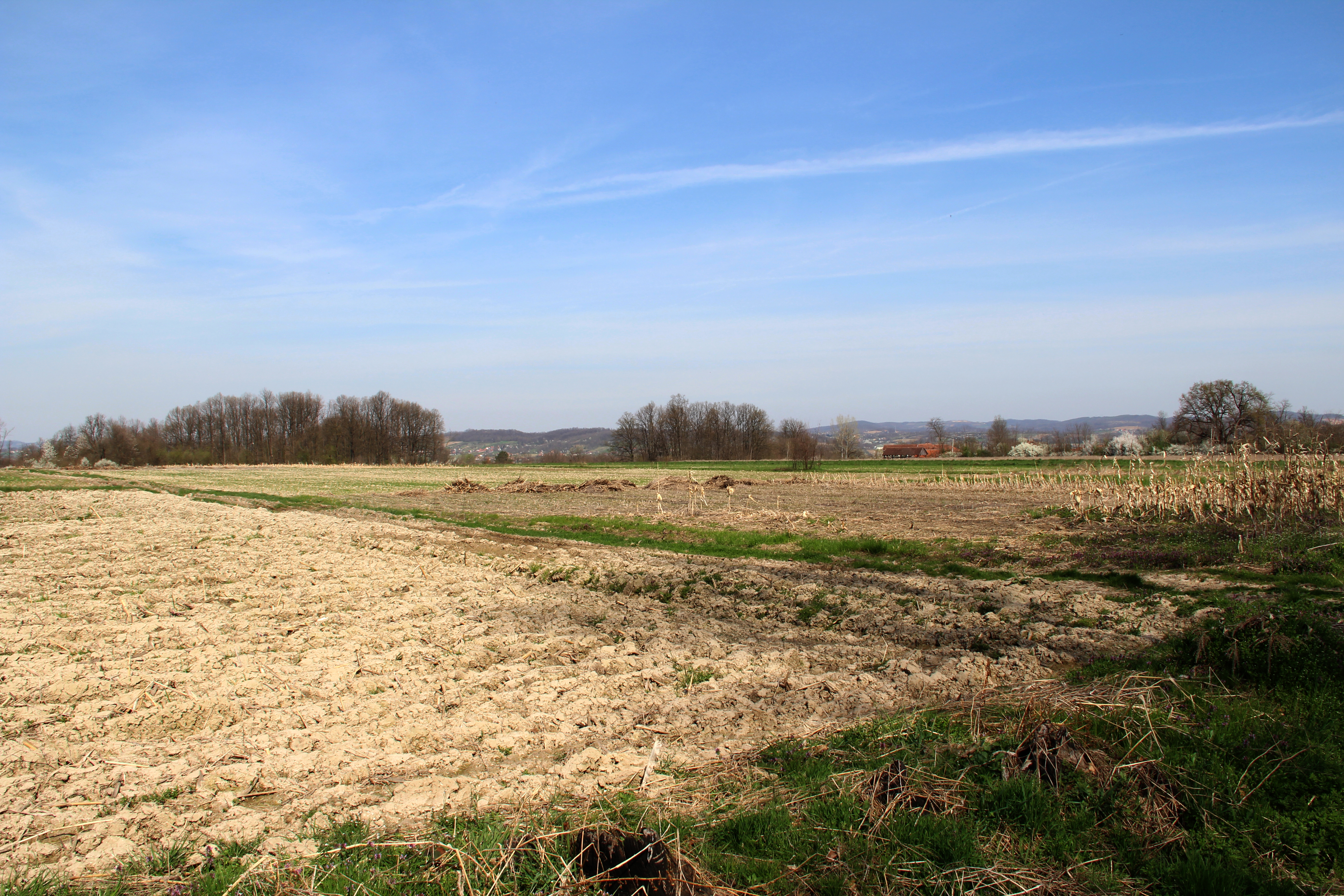
Autre vue
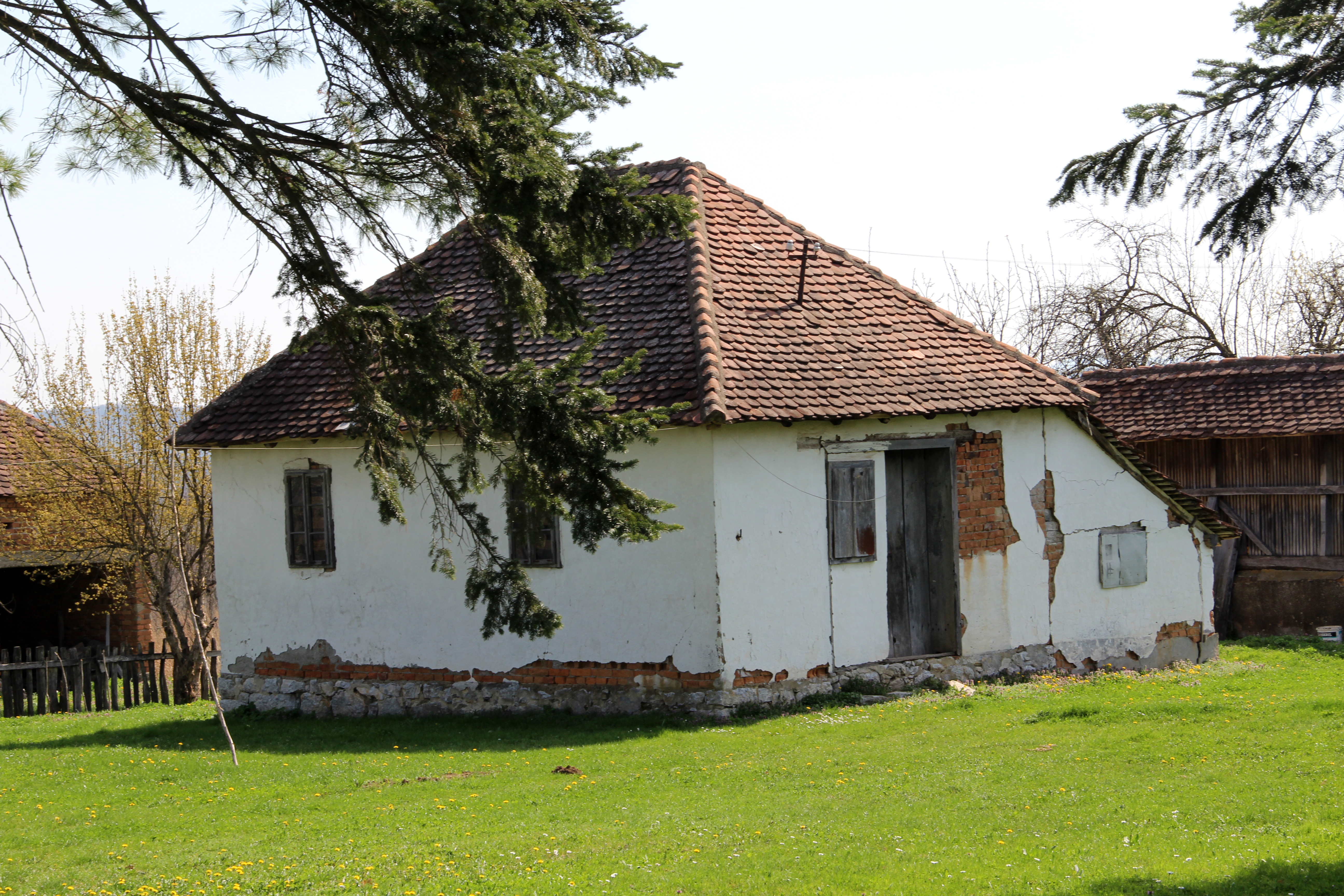
Vieille maison rurale
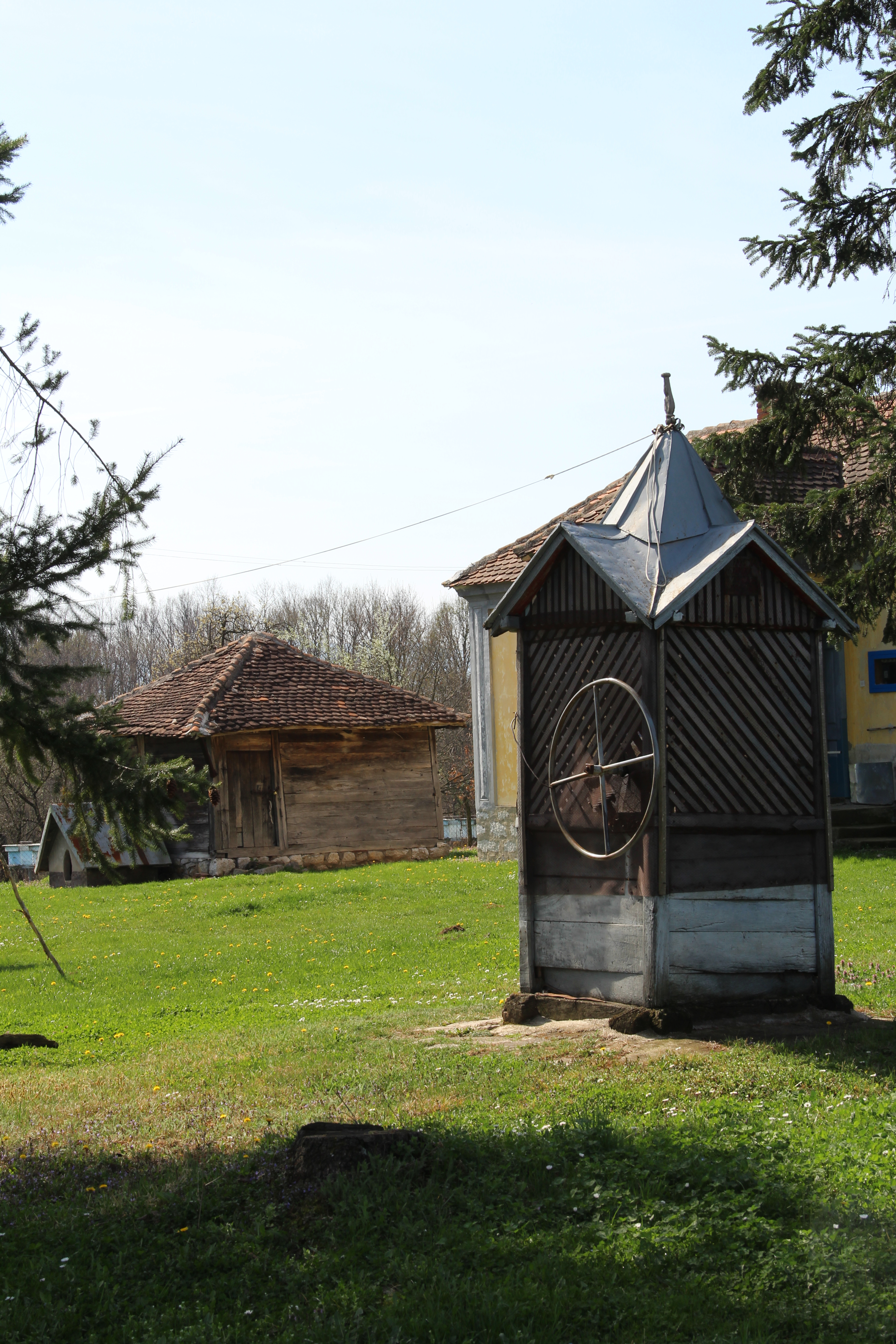
Vieille maison rurale avec son puits

## Démographie
| 1948 | 1953 | 1961 | 1971 | 1981 | 1991 | 2002 | 2011 |
| ---- | ---- | ---- | ---- | ---- | ---- | ---- | ---- |
| 218  | 221  | 217  | 185  | 143  | 122  | 128  | 107  |

|  |